# Hagetmau
Hagetmau ist eine französische Gemeinde mit 4.622 Einwohnern (Stand 1. Januar 2022) im Département Landes in der Region Nouvelle-Aquitaine; sie gehört zum Arrondissement Mont-de-Marsan und zum Kanton Chalosse Tursan.

## Geographie
Die Gemeinde liegt rund 45 Kilometer nordwestlich von Pau in der Landschaft Chalosse. Nachbargemeinden sind:
- Sainte-Colombe im Nordosten,
- Serres-Gaston und Samadet im Westen,
- Monségur im Südosten,
- Lacrabe und Labastide-Chalosse im Süden,
- Momuy im Südwesten,
- Saint-Cricq-Chalosse und Serreslous-et-Arribans im Westen und
- Horsarrieu im Nordwesten.

Die Stadt wird vom Fluss Louts durchquert, der südöstlich gelegene Stausee Lac d’Agès befindet sich nur teilweise im eigenen Gemeindegebiet.

## Bevölkerungsentwicklung
| Jahr      | 1962 | 1968 | 1975 | 1982 | 1990 | 1999 | 2010 | 2017 |
| Einwohner | 3376 | 3755 | 4318 | 4514 | 4449 | 4403 | 4535 | 4690 |

## Sehenswürdigkeiten

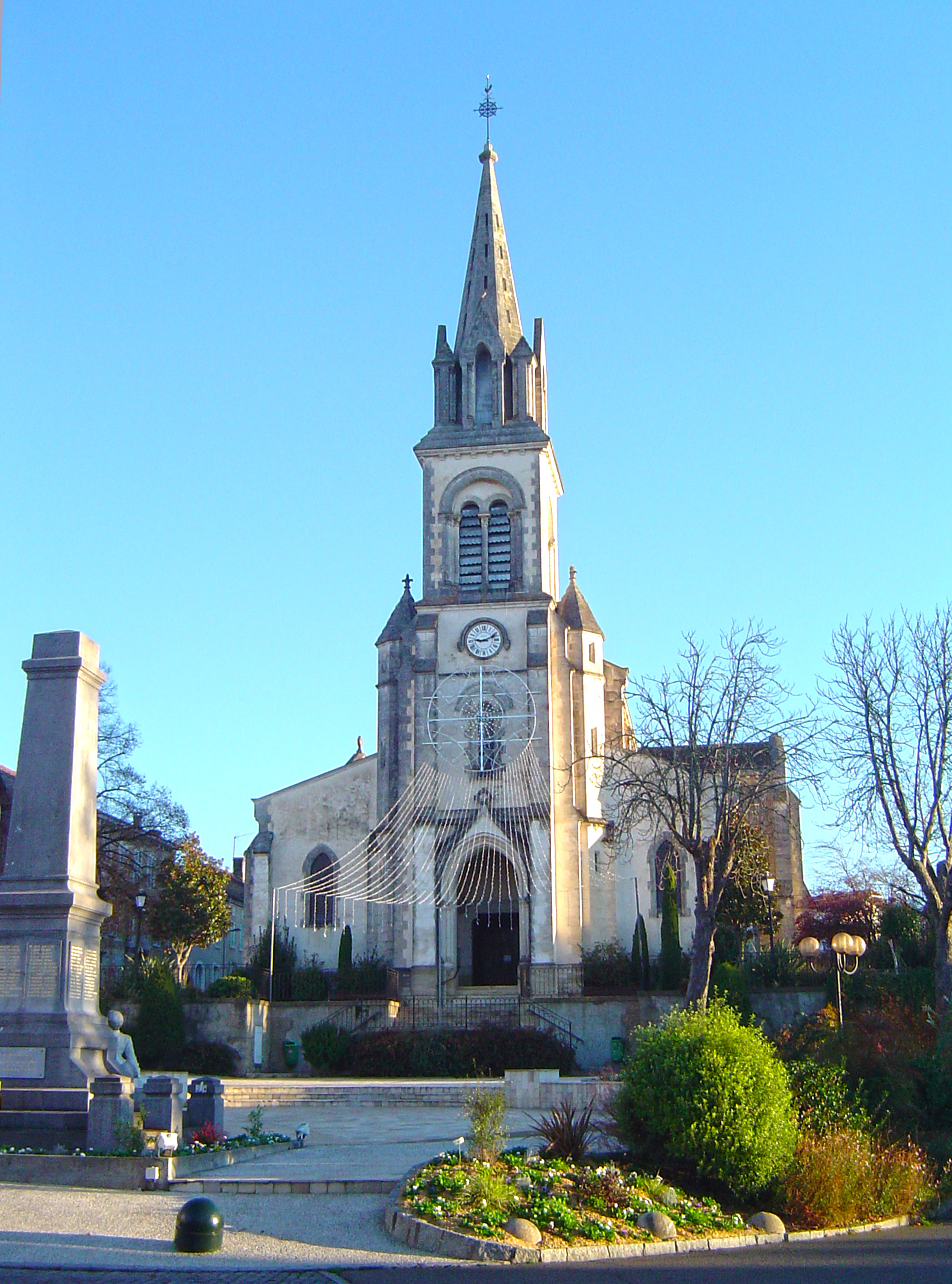
Kirche Sainte-Marie-Madeleine

- Kirche Saint-Girons aus dem 12. Jahrhundert mit ihrer Krypta – Monument historique[1]
- Kirche Sainte-Marie-Madeleine, Monument historique
- Schloss Hagetmau

## Städtepartnerschaft
Hagetmau ist seit 1965 mit der nordspanischen Kleinstadt Tordesillas in der Autonomen Gemeinschaft Kastilien-León verschwistert.

## Persönlichkeiten
- Heinrich II., König von Navarra (1503–1555), starb 1555 in Hagetmau
- Diane d’Andouins (1554–1620), genannt la belle Corisande und Mätresse Heinrichs IV., wurde 1554 auf Schloss Hagetmau geboren
- Antoine III. de Gramont (1604–1678), auf Schloss Hagetmau geboren
- Henri Lefèbvre (1901–1991), französischer Philosoph, geboren in Hagetmau